# Landing Craft, Vehicle, Personnel
Das Landing Craft, Vehicle, Personnel (LCVP) oder auch Higgins-Boot war das am meisten benutzte Landungsboot im Zweiten Weltkrieg.

## Entwicklungsgeschichte

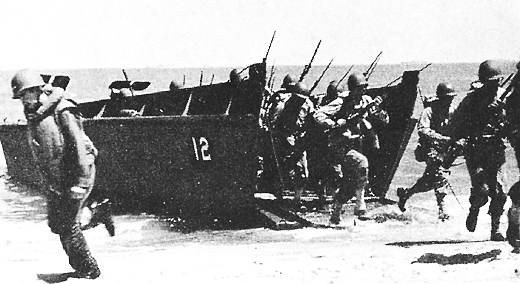
Soldaten verlassen ein LCVP

Das LCVP wurde von Andrew Jackson Higgins aus Louisiana entworfen und weiterentwickelt. Andrew Higgins war zunächst im Holzgeschäft tätig gewesen und zum Bootsbau übergegangen, nachdem er seine Holztransportfirma 1930 in den Bankrott geführt hatte. Das von ihm entwickelte Eureka-Boot basierte auf einem Entwurf für Boote, die in sumpfigen Gebieten eingesetzt werden konnten. Es wurden mehr als 20.000 Boote bei Higgins Industries und in Lizenz gebaut.
Zu der Zeit vor dem Zweiten Weltkrieg suchte das United States Marine Corps bessere Wege, um bei amphibischen Landungsoperationen Truppen an den Strand feindlicher Küsten anzulanden. Dabei wurde das Marine Corps auf Higgins aufmerksam. 1938 wurden die Boote von der Navy und dem Marine Corps getestet. Dabei bestand das Eureka-Boot die Anforderungen beider Truppenteile und wurde in einem Manöver von 1939 auf seine Praxistauglichkeit erprobt. Als Bewaffnung wurden zwei MG-Stände im Bugbereich eingebaut. Die Boote hatten in ihrer ersten Version den Nachteil, dass die Be- und Entladung und die Besetzung über die Seitenwände des Bootes erfolgte, und die Soldaten dabei dem feindlichen Feuer ausgesetzt waren. Trotzdem wurden die Boote in großer Stückzahl beschafft. Sie erhielten die Bezeichnung Landing Craft, Personnel (large) (LCP(L)).
Nachdem man Higgins 1941 Bilder japanischer Landungsboote mit Bugrampe aus dem zweiten Chinesisch-japanischen Krieg von 1937 gezeigt hatte, dauerte es nur einen Monat, bis ein Eureka-Boot mit Bugrampe zum Test zur Verfügung stand. Das Boot absolvierte alle Tests zur Zufriedenheit der Beteiligten. Diese Boote bekamen die Bezeichnung Landing Craft, Personnel (Ramped) (LCP(R)). Die Rampe bei den Booten dieser Version war zu schmal und somit ein Nadelöhr. Das lag an den beiden Maschinengewehr-Positionen neben der Rampe, obwohl diese schon sehr dicht an der Bordwand positioniert waren.

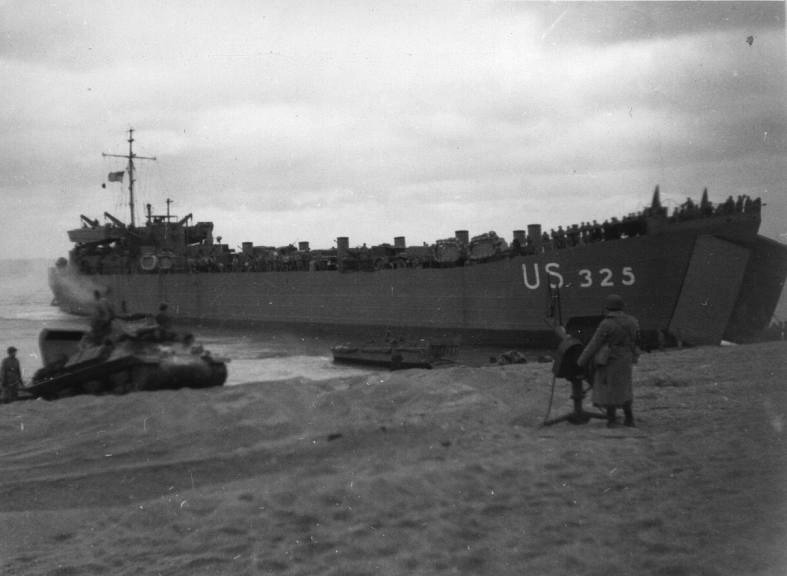
USS LST 325 mit zwei LCVP in Davits und einem LCVP am Strand

Die nächste Entwicklungsstufe war ein Boot mit einer Rampe in voller Bootsbreite. Über diese neue Rampe konnten die Soldaten das Boot schnell verlassen und sie erlaubte sogar die Mitnahme eines Jeeps. Die Boote waren, um den für größere Schiffe benötigten Stahl einzusparen, aus Sperrholz gebaut und konnten einen kompletten Zug mit 36 Mann mit einer Geschwindigkeit von rund neun Knoten an die Küste transportieren. Die Maschinengewehre wurden bei diesem Typ in den Heckbereich verlegt. Diese Version erhielt die Klassifizierung Landing Craft, Vehicle, Personnel (LCVP) oder im allgemeinen Sprachgebrauch Higgins-Boote.

## Einsatz
LCVP operierten nicht selbständig, sondern wurden meist von größeren Landungsschiffen an Deck mitgeführt. Je nach Schiffstyp bestand deren Ausrüstung aus zwei bis 15 LCVP. Von diesen Schiffen aus stiegen die Soldaten über Netze in die längsseits liegenden Boote und verließen diese beim Angriff auf den Strand über die Bugrampe.
General Dwight D. Eisenhower sagte über die Higgins-Boote: „Andrew Higgins … ist der Mann, der den Krieg für uns gewann. … Wenn Higgins nicht die LCVP konstruiert und gebaut hätte, wären wir nie in der Lage gewesen, an offenen Stränden zu landen.“ Bei den Landungen in der Normandie, sowie bei Operationen in Afrika und Italien, waren die Boote von entscheidender Bedeutung.

## LCVP in anderen Marinen

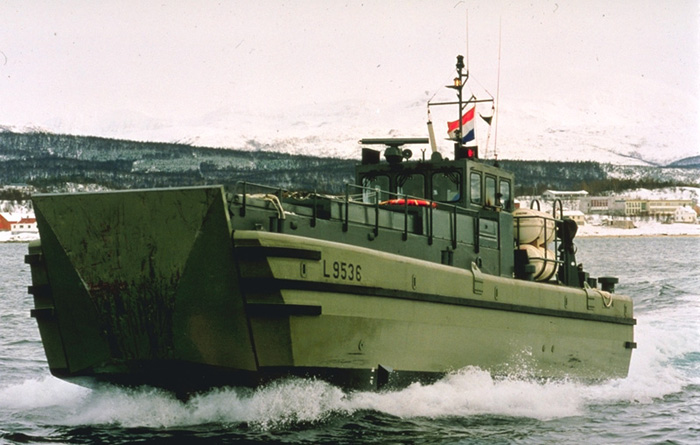
Niederländisches Landungsboot vom Typ LCVP III

Die Klassifizierung LCVP findet auch in anderen als den US-Streitkräften für kleinere Landungsboote Verwendung. Gemeinsame Charakteristika sind die Bugrampe und die Zuladefähigkeit für ein Fahrzeug und Soldaten bis zur Zugstärke. Moderne LCVP sind nicht mehr aus Holz, sondern aus Metall oder Kunststoff gebaut. Sie sind teilweise stärker motorisiert und erreichen höhere Geschwindigkeiten als die Higgins-Boote. So besitzt die südafrikanische Marine LCVP mit einer Höchstgeschwindigkeit von 40 kn.